# Utrān
Utrān är en ort i Indien.   Den ligger i distriktet Sūrat och delstaten Gujarat, i den västra delen av landet, 900 km sydväst om huvudstaden New Delhi. Utrān ligger 14 meter över havet och antalet invånare är 14 855.
Terrängen runt Utrān är mycket platt. Runt Utrān är det mycket tätbefolkat, med 1 463 invånare per kvadratkilometer. Närmaste större samhälle är Surat, 5,6 km sydväst om Utrān. Trakten runt Utrān består till största delen av jordbruksmark.